# Mount Selwyn, Victoria
Mount Selwyn är ett berg i Australien. Det ligger i regionen Alpine och delstaten Victoria, omkring 190 kilometer nordost om delstatshuvudstaden Melbourne. Toppen på Mount Selwyn är 1 412 meter över havet, eller 57 meter över den omgivande terrängen. Bredden vid basen är 0,86 km.
Runt Mount Selwyn är det mycket glesbefolkat, med 4 invånare per kvadratkilometer.. Det finns inga samhällen i närheten. 
I omgivningarna runt Mount Selwyn växer i huvudsak städsegrön lövskog. Genomsnittlig årsnederbörd är 1 506 millimeter. Den regnigaste månaden är juni, med i genomsnitt 191 mm nederbörd, och den torraste är januari, med 66 mm nederbörd.